# アゼルバイジャンのクルド人
アゼルバイジャンのクルド人（クルド語: Kurdên Azerbaycanê/Кӧрдэн Азәрбайщанэ）は、ソビエト連邦後の空間において歴史的に重要なクルド人集団の一部を形成している。クルド人は、10世紀から11世紀にかけてのクルド人シャダイド王朝の成立により、コーカサス地方に存在感を確立した。16世紀末には、カラバフにいくつかのクルド人部族が記録されている。しかし、アゼルバイジャン共和国の現 在のクルド人人口は、事実上、19世紀 のカジャール・イランからの移住者の子孫である。
2020年のナゴルノ・カラバフ戦争の結果、アゼルバイジャンはカルバジャール、ラチン、クバドリ、ザンギランを奪還した。2020年のナゴルノ・カラバフ停戦協定によれば、国内避難民および難民は、国連難民高等弁務官の監督の下、ナゴルノ・カラバフの領土および隣接地域に帰還するものとします。

## 歴史

### 初期の歴史
ロシアと後のソビエトの民俗学者グリゴリー・チュルシンによると、現代のアゼルバイジャンの西部でクルド人移民の別の波が起こったのは、1589年、オスマン・サファヴィー朝戦争の時であり、「勝利したサファヴィー朝の兵士」が征服された場所にとどまることを選んだときである.土地。 サファヴィー朝は、カラバフとザンゲズールの歴史的地域の境界が交わるシーア派のクルド人を再定住させました。  18 世紀には、多くのクルド部族がカラバフ低地でアゼルバイジャンと部族連合を形成していました。  19世紀のロシアの歴史家ピーター・ブドコフは、1728年にムガーン平原で半遊牧民の牛の繁殖に従事していたクルド人とシャーセヴァン人のグループがロシア市民権を申請したと述べた. 
1807年、南コーカサスをめぐる露西亜戦争のさなか、Mehmed Sefi Sultanという部族長がペルシャからカラバフハン国に移住し、600のクルド人家族を従えた。19世紀後半には、ザンゲズール、ジャワンシール、ジャブライユの各ウイェズドにクルド人が多く見られるようになった。1886年、彼らはエリザベスポル総督府の人口の4.68％を占めた。また、ナヒチバン、シャルール・ダララゴーズ、アレシュの各県にも小規模のクルド人がいた。ペルシャやオスマン帝国から現在のアゼルバイジャンの山岳地帯へのクルド人の大量移住は、アゼルバイジャンがソビエト連邦の一部となる1920年まで、19世紀から20世紀初頭まで続いた。南コーカサス地方のクルド人 は、内部からの移民が多い。1920年代には、アゼルバイジャンから多数のクルド人がアルメニアに移住し、主にアゼリ人の居住する地域に定住したため、アゼルバイジャンのクルド人人口は大幅に減少した。
共通の宗教（大多数のクルド人 とは異なり、アゼルバイジャンのク ルド人は大部分のアゼリ人と同じくシー ア派が主流である）と共通の文化要素 により、アゼルバイジャンのクルド人 は19世紀末には既に急速に同化してい た。1886年の統計によると、ジャブライル、ア ラシュ、ジャバンシルの一部のクルド人は、ア ゼリ語を第一言語として話していた。1926年のソ連による最初の国勢調査によると、アゼルバイジャンのクルド人（当時37,200人）のうちクルド語を話すのは3,100人（8.3％）に過ぎない。

### 赤クルディスタン
アゼルバイジャンにソビエトの支配が確立された後、アゼルバイジャンSSR中央執行委員会は1923年にラチン、クバドリ、ザンギラン地区に赤クルディスタンという行政単位を設け、ラチンを首都とした。1926年の国勢調査によると、人口の73％がクルド人、26％がアゼリ人であった。1930年に廃止され、残ったほとんどのクルド人は順次アゼルバイジャン人に再分類された。1930年代には、アグジャカンドの伝統的なクルド人形の劇場キリム・アラシとラチンのクルド人教育大学がまだ機能していた。ソ連当局は、1937年にアゼルバイジャンとアルメニアのクルド人のほとんどをカザフスタンに、1944年にグルジアのクルド人を国外に追放した。1961年以降、バクーに住むMehmet Babayevを中心に、国外追放された人々の権利回復のための活動が行われたが、徒労に終わった。
クルド人は、隣接するアゼリーの支配的な文化に同化し続けました。 歴史的に、アゼルバイジャンとクルド人の混合結婚は一般的でした。しかし、そのような結婚でクルド語が子供たちに受け継がれることはめったにありませんでした。 

### ナゴルノ・カラバフ戦争
アルメニアとアゼルバイジャンの間の第一次ナゴルノ・カラバフ戦争は、ナゴルノ・カラバフ地域を横切り、両国の伝統的にクルド人が居住する地域に波及した. 1980 年代後半、18,000 人のクルド人がアルメニアからアゼルバイジャンに移動しました。  1992 年から 1993 年にかけて、アルメニア軍はカルバハル、ラチン、クバドリ、ザンギランに進出し、アルメニア人以外の民間人を追い出しました。 これらの地域のクルド人人口の 80% もが、アガバディの IDP キャンプに定住しました。 

## 人口統計
1920年代の推定では、アゼルバイジャンのクルド人の人口は約40,000人であった。 1990年代の推定では、1万人から20万人まで幅がある。
| 1926年 | 1939年 | 1959  | 1970  | 1979  | 1989   | 1999   | 2009  |
| ------ | ------ | ----- | ----- | ----- | ------ | ------ | ----- |
| 41,193 | 6,005  | 1,487 | 5,488 | 5,676 | 12,226 | 13,100 | 6,100 |

## アゼルバイジャン出身の有名なクルド人
- シャミル・アスガロフ、詩人、民俗学者
- Isgandar Khan Khoyski 、装飾された帝国ロシアおよびアゼルバイジャン軍司令官、中将の階級を持つ
- Wekil Mustafayevは、現在の西アゼルバイジャンで短命のクルディスタンウエズドの元指導者[20]